# رود کوتوروسل
رود کوتوروسل (انگلیسی: Kotorosl) یک رودخانه در استان یاروسلاول کشور روسیه است.